# 루사사슴
루사사슴 또는 자와루사(자바루사), 순다삼바(Philippine deer, 학명: Rusa timorensis)은 자와섬과 발리섬 그리고 티모르섬에서 발견되는 사슴의 일종이다. 인도네시아 파푸아바랏 주와 보르네오섬(칼리만탄), 소순다 열도, 말루쿠 제도, 술라웨시섬, 폰페이섬, 피지, 통가, 사모아, 바누아투, 솔로몬 제도, 크리스마스섬, 코코스 제도, 쿡 제도, 나우루, 오스트레일리아, 누벨칼레도니, 뉴질랜드, 파푸아뉴기니, 뉴브리튼섬 그리고 뉴아일랜드섬에 서식하는 종들은 도입종이다.
큰 귀, 눈썹 위의 털, 몸 크기에 비해 큰 뿔이 특징이다. 약간 거칠게 보이는 회갈색의 피모를 가지고 있고, 다른 사슴과 달리 새끼 사슴들에게도 반점이 없다.

## 아종
7종의 아종이 알려져 있다.
- 티모르루사사슴 (Rusa timorensis timorensis) - 티모르섬
- Rusa timorensis djonga - 무나섬 및 부톤섬
- 플로레스루사사슴 (Rusa timorensis floresiensis) - 플로레스섬 및 주변 제도
- 셀레베스루사사슴 (Rusa timorensis macassaricus) - 술라웨시섬
- 말루쿠루사사슴 (Rusa timorensis moluccensis) - 말루쿠 제도
- Rusa timorensis renschi - 발리섬
- 자와루사사슴 (Rusa timorensis russa) - 자와섬